# ديفيد دانينو
ديفيد دانينو (بالإنجليزية David Danino - بالعبرية: דוד דנינו ، من مواليد عام 1924، توفي 7 يونيو 1990) كان سياسيا اسرائيليا, و الذي شغل منصب عضوا في الكنيست عن حزب المفدال من 1984 حتى عام 1988.

## سيرة شخصية
ولد دانينو في مراكش بالمغرب في عام 1924 ، وتلقى تعليمه في المدارس الدينية في مدينته والدار البيضاء ، حيث كان مدربًا للشباب الصهيوني الديني. هاجر إلى مدينة عليا في إسرائيل عام 1956 ، ودرس في كلية المعلمين في جامعة بار إيلان. كما تم اعتماده كحاخام.
في عام 1956 كان من بين مؤسسي مدرسة ولاية الجليل ، وكان يدرس هناك حتى عام 1959 ، وهو عضو في هبوعيل هميترشي ، وأصبح رئيس مجلس محلي شلومي في عام 1960 ، حيث شغل هذا المنصب حتى عام 1969. وفي عام 1974 أصبح رئيسًا للمجلس الديني. ، وفي عام 1978 رئيس قسم التنظيم في هبوعيل هامزراشي.
في عام 1984 تم انتخابه للكنيست على قائمة الحزب القومي الديني. خسر مقعده في انتخابات 1988 ، وتوفي في عام 1990.